# Idioma saposa
Saposa es una lengua austronesia hablada en Bougainville, Papúa Nueva Guinea.